# Ville-sous-la-Ferté
Ville-sous-la-Ferté település Franciaországban, Aube megyében. Lakosainak száma 908 fő (2022. január 1.). Ville-sous-la-Ferté Arconville, Baroville, Bayel, Champignol-lez-Mondeville, Juvancourt, Longchamp-sur-Aujon és Laferté-sur-Aube községekkel határos.

## Népesség
A település népessége az elmúlt években az alábbi módon változott:
| Lakosok száma | 1854 | 1570 | 1451 | 1333 | 1091 | 1077 | 1066 | 960  | 907  | 908  |
|               | 1968 | 1982 | 1990 | 2006 | 2013 | 2015 | 2017 | 2019 | 2020 | 2022 |